# Saras del fen
Il saras del fen è una ricotta stagionata tipica della Val Pellice, dal gusto delicato e saporito, appartenente da sempre alla tradizione casearia locale. Il Saras viene prodotto riscaldando il siero di latte vaccino, ovino e caprino, in purezza o misto, cui si aggiunge latte intero vaccino, ovino e/o caprino, ottenuto dalla mungitura di animali allevati ad una quota superiore ai 600 metri di altitudine.

## La produzione
Pressato, salato e posto a stagionare - per un periodo variabile da 25 a 30 giorni - avviluppato nel fieno di festuca occidentale (Festuca flavescens), il Saras (detto anche Seirass, Seras, Serè, già noto nel tardo medioevo come Seracium) profuma di freschi pascoli montani.

## A tavola
Il Saras può essere degustato sia in tavola, ad esempio come particolare dessert accompagnato da marmellate di mirtilli, di sambuco o da miele, sia in cucina, ad esempio come ripieno o condimento di pasta fresca.